# Cattedrale di Varsavia
La cattedrale di San Giovanni Battista (in polacco Bazylika archikatedralna Świętego Jana Chrzciciela), situata nella Città Vecchia di Varsavia, è la cattedrale metropolitana dell'arcidiocesi di Varsavia.
L'edificio, fondato nel XIV secolo, distrutto nel 1944 e ricostruito dopo la seconda guerra mondiale, è considerato uno dei pantheon della nazione, perché al suo interno sono sepolti diversi polacchi illustri. 
Ha dignità di basilica minore.

## Storia

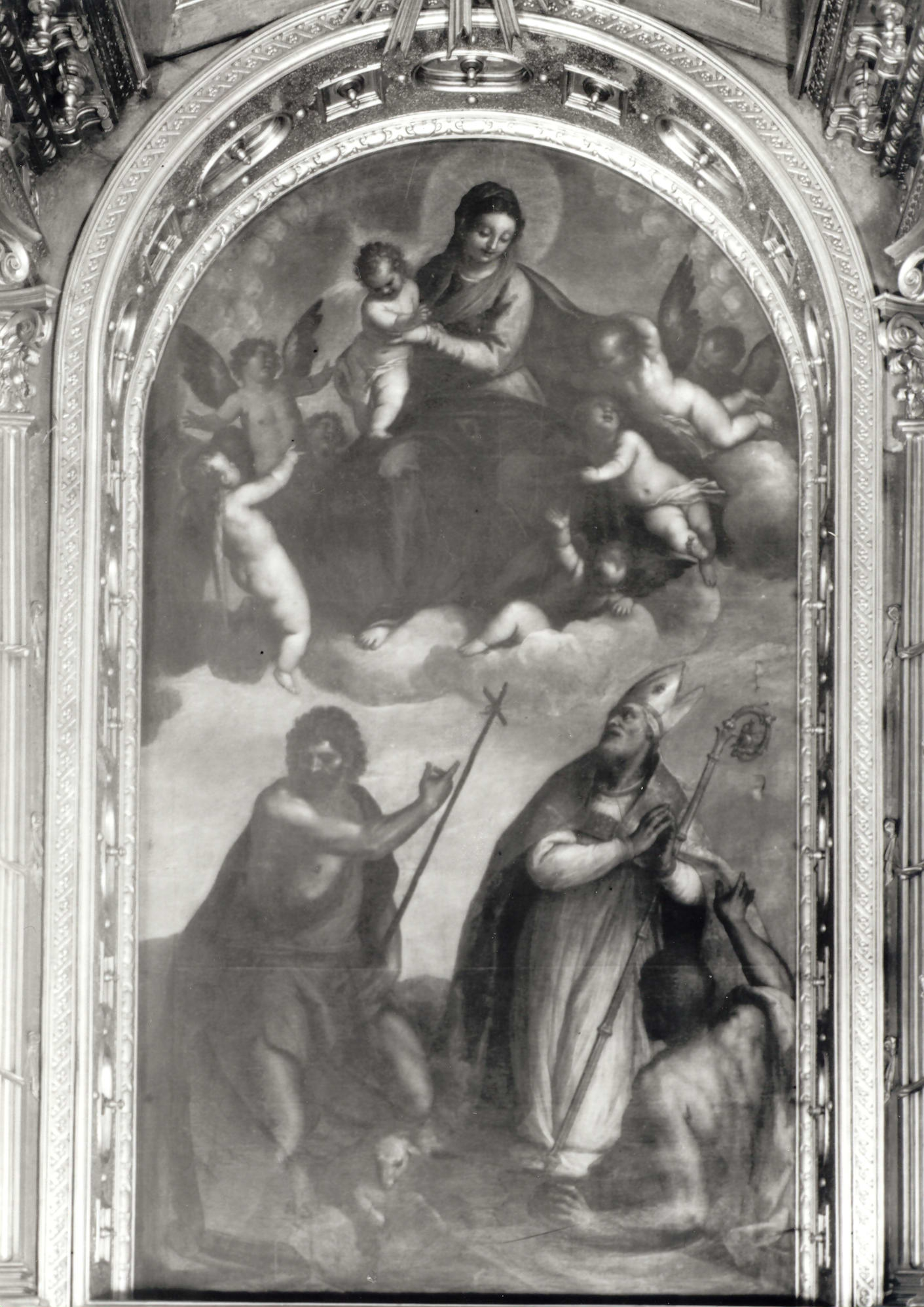
La pala d'altare di Palma il Giovane, distrutta nel 1944

Edificata nel XIV secolo in stile gotico baltico ed elevata al rango di collegiata nel XV secolo, la chiesa era sede dell'incoronazione e luogo di sepoltura dei duchi di Masovia. Nel XVI secolo l'edificio venne collegato al castello reale di Varsavia con la costruzione di un corridoio, voluto dalla regina Anna Jagellona . La chiesa divenne cattedrale nel 1798, in seguito alla creazione della diocesi di Varsavia quando la città conobbe la breve dominazione prussiana, dopo le spartizioni del 1793-1795. Restaurata più volte, nel XIX secolo la cattedrale assunse una nuova veste in stile neogotico inglese, che la caratterizzerà sino al 1944, quando venne distrutta dai bombardamenti tedeschi. Il tempio venne ricostruito nel dopoguerra. La ricostruzione si basò su antiche stampe, risalenti al XVII secolo, ispirandosi dunque all'aspetto originario della chiesa, in stile gotico baltico, e non al suo aspetto prima della distruzione.
Diverse opere d'arte andarono perdute in seguito alla distruzione della cattedrale; si ricorda soprattutto la pala d'altare, raffigurante la Madonna col Bambino con san Giovanni Battista e san Stanislao, opera di Palma il Giovane del 1618, commissionata da re Sigismondo III di Polonia, confiscata e portata a Parigi per ordine di Napoleone e restituita a Varsavia nel 1820.

## Personalità sepolte

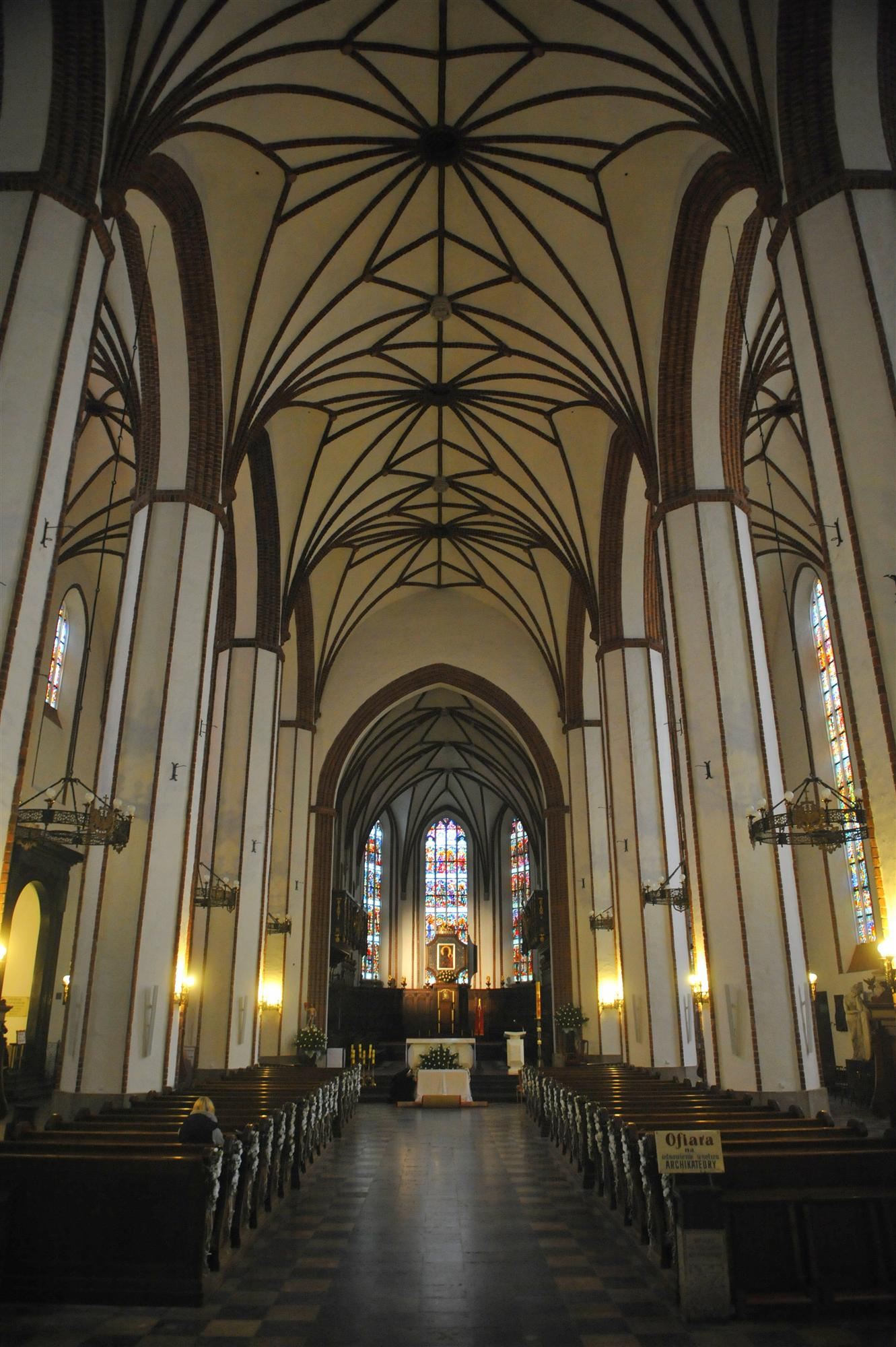
Interno della cattedrale di Varsavia

Sotto la navata centrale sono collocate le cripte, dove si trovano le tombe di:
- Stanislao I (1500 - 1524), duca di Masovia.
- Janusz III (1502 - 1526), duca di Masovia.
- Adam Kazanowski (1599 - 1649), membro della Confederazione polacco-lituana.
- Asprillo Pacelli (1570 - 1623), compositore, direttore della cappella reale di Varsavia dal 1603 al 1623.
- Stanisław Małachowski (1736 - 1809), statista; le sue spoglie riposano sotto un monumento in marmo bianco, realizzato su disegno di Bertel Thorvaldsen.
- Henryk Sienkiewicz (1846 - 1916), scrittore, autore del romanzo Quo vadis?, che gli valse il premio Nobel per la letteratura nel 1905.
- Marcello Bacciarelli (1731 - 1818), pittore.
- Gabriel Narutowicz (1865 - 1922), ingegnere idraulico e uomo politico, presidente della Repubblica Polacca.
- Ignacy Mościcki (1867 - 1946), chimico e uomo politico, presidente della repubblica polacca.
- Ignacy Jan Paderewski (1860 - 1941), compositore, pianista e uomo politico.
- Kazimierz Sosnkowski (1885 - 1969), militare e uomo politico.
- August Hlond (1881 - 1948), cardinale primate di Polonia.
- Stefan Wyszyński (1901 - 1981), cardinale primate di Polonia.
- Józef Glemp (1929 - 2013), cardinale primate dì Polonia.